# Episodi di Colony (terza stagione)
La terza e ultima stagione della serie televisiva Colony, composta da 13 episodi, è stata trasmessa negli Stati Uniti su USA Network dal 2 maggio al 25 luglio 2018.
In Italia, dal 3 maggio 2020 è disponibile l'intera stagione su Netflix.
| n° | Titolo originale            | Titolo italiano            | Prima TV USA   | Prima TV Italia |
| -- | --------------------------- | -------------------------- | -------------- | --------------- |
| 1  | Maquis                      | Resistenza                 | 2 maggio 2018  | 3 maggio 2020   |
| 2  | Puzzle Man                  | Uomo Puzzle                | 9 maggio 2018  | 3 maggio 2020   |
| 3  | Sierra Maestra              | Sierra Maestra             | 16 maggio 2018 | 3 maggio 2020   |
| 4  | Hospitium                   | Hospitium                  | 23 maggio 2018 | 3 maggio 2020   |
| 5  | End of the Road             | Fine Dei Giochi            | 30 maggio 2018 | 3 maggio 2020   |
| 6  | The Emerald City            | La Città Di Smeraldo       | 6 giugno 2018  | 3 maggio 2020   |
| 7  | A Clean, Well-Lighted Place | Un posto pulito e luminoso | 13 giugno 2018 | 3 maggio 2020   |
| 8  | Lazarus                     | Lazzaro                    | 20 giugno 2018 | 3 maggio 2020   |
| 9  | The Big Empty               | Il Grande Vuoto            | 27 giugno 2018 | 3 maggio 2020   |
| 10 | Sea Spray                   | Brezza Marina              | 4 luglio 2018  | 3 maggio 2020   |
| 11 | Disposable Heroes           | Eroi Usa e Getta           | 11 luglio 2018 | 3 maggio 2020   |
| 12 | Bonzo                       | Bonzo                      | 18 luglio 2018 | 3 maggio 2020   |
| 13 | What Goes Around            | La resa dei conti          | 25 luglio 2018 | 3 maggio 2020   |